# Al Hamra

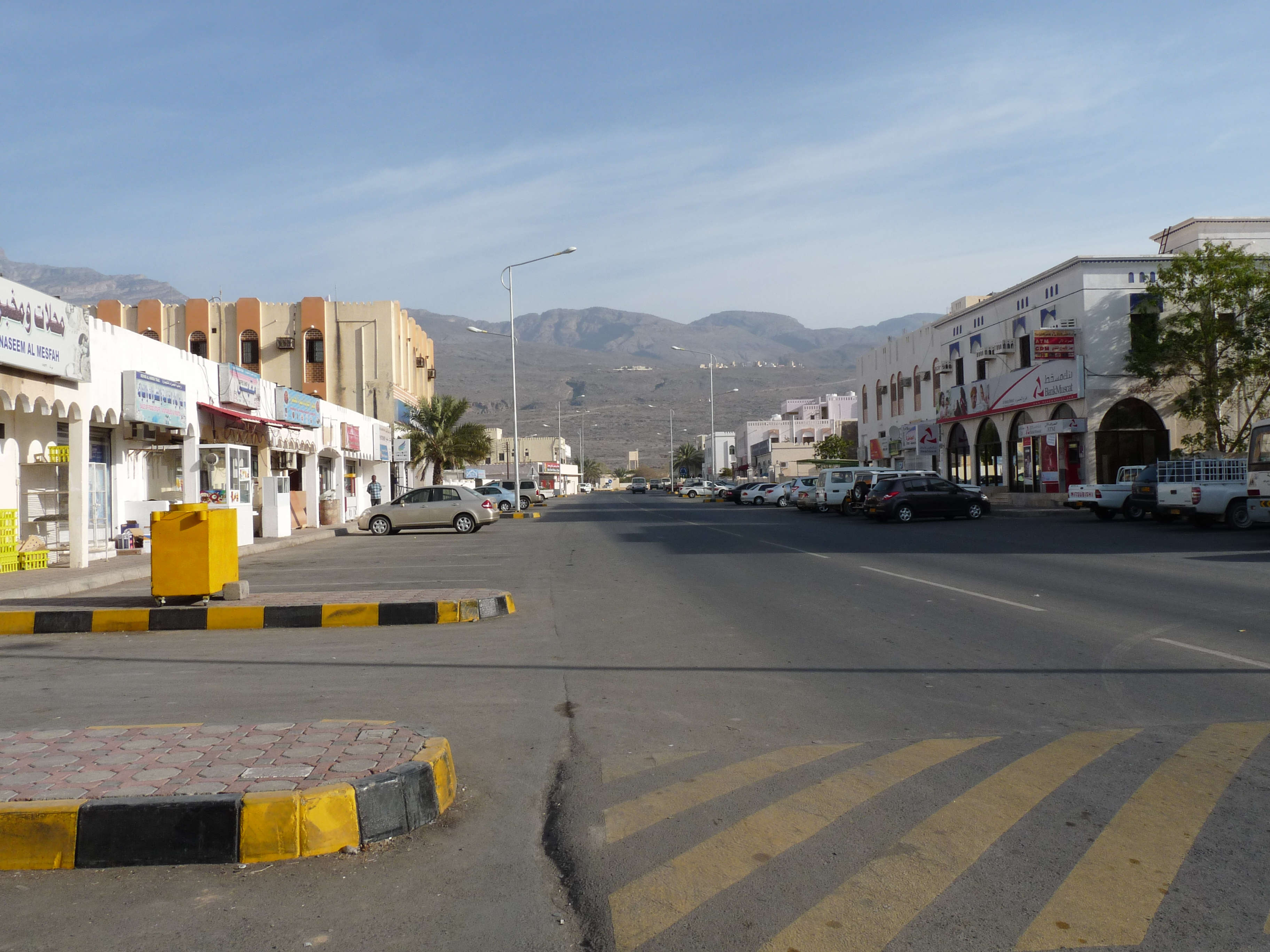
Large rue de Al Hamra

Al Hamra (ou al-H̨amrā, en arabe الحمراء) est une ville du Sultanat d'Oman, située dans le Nord du pays, au pied du Djebel Akhdar qui fait partie du Hajar occidental.

## Administration
Elle est rattachée à la région administrative Ad-Dākhilīyah dont la capitale, Nizwa, se trouve à 17 km en direction du Sud.

## Population
Lors du recensement de 2003, la ville comptait 17 221 habitants.

## Tourisme
Le Wadi Ghul se trouve à une courte distance.